# Єріхов (район)
Єріхов (нім. Jerichower Land) — район у Німеччині, у складі федеральної землі Саксонія-Ангальт. Адміністративний центр — місто Бург.

## Населення
Населення району становить 89 118 осіб (станом на 31 грудня 2021).

## Адміністративний поділ
Район складається з 5 міст і 3 громад (нім. Gemeinden).
Дані про населення наведені станом на 31 грудня 2021.
| Міста                                                                                    | Громади                                                 |
| ---------------------------------------------------------------------------------------- | ------------------------------------------------------- |
| 1. Бург (22254) 2. Гентін (13402) 3. Гоммерн (10452) 4. Єріхов (6788) 5. Меккерн (12778) | 1. Бідеріц (8616) 2. Ельбе-Парай (6356) 3. Мезер (8472) |